# CaPt2
CaPt2是一种由钙和铂构成的金属间化合物，可以结晶。它在高温、低压下蒸馏，可以得到金属钙。

## 制备
CaPt2可由氧化钙粉末和铂粉在氢气中加热至1200 °C反应得到：
{\displaystyle {\mathsf {2Pt+CaO+H_{2}\ {\xrightarrow {1200^{o}C}}\ CaPt_{2}+H_{2}O\uparrow }}}
它也可由单质粉末的混合物按化学计量比在密封的铁制反应器中于1100 °C反应得到：:
{\displaystyle {\mathsf {2Pt+Ca\ {\xrightarrow {1100^{o}C}}\ CaPt_{2}}}}
反应的吉布斯标准生成焓为ΔG° = −2.454(50)×105 + 9.3·T kJ/mol。

## 结构
CaPt2属立方晶系，空间群Fd3m，晶胞参数a=0.7629 nm，Z=8，具有MgCu2（拉弗斯相）结构。

## 应用
它可用作燃料电池的电极催化剂，也可用于铂的提纯。也有人提出可用此来得到高纯度的金属钙。